# Bicchiere da birra

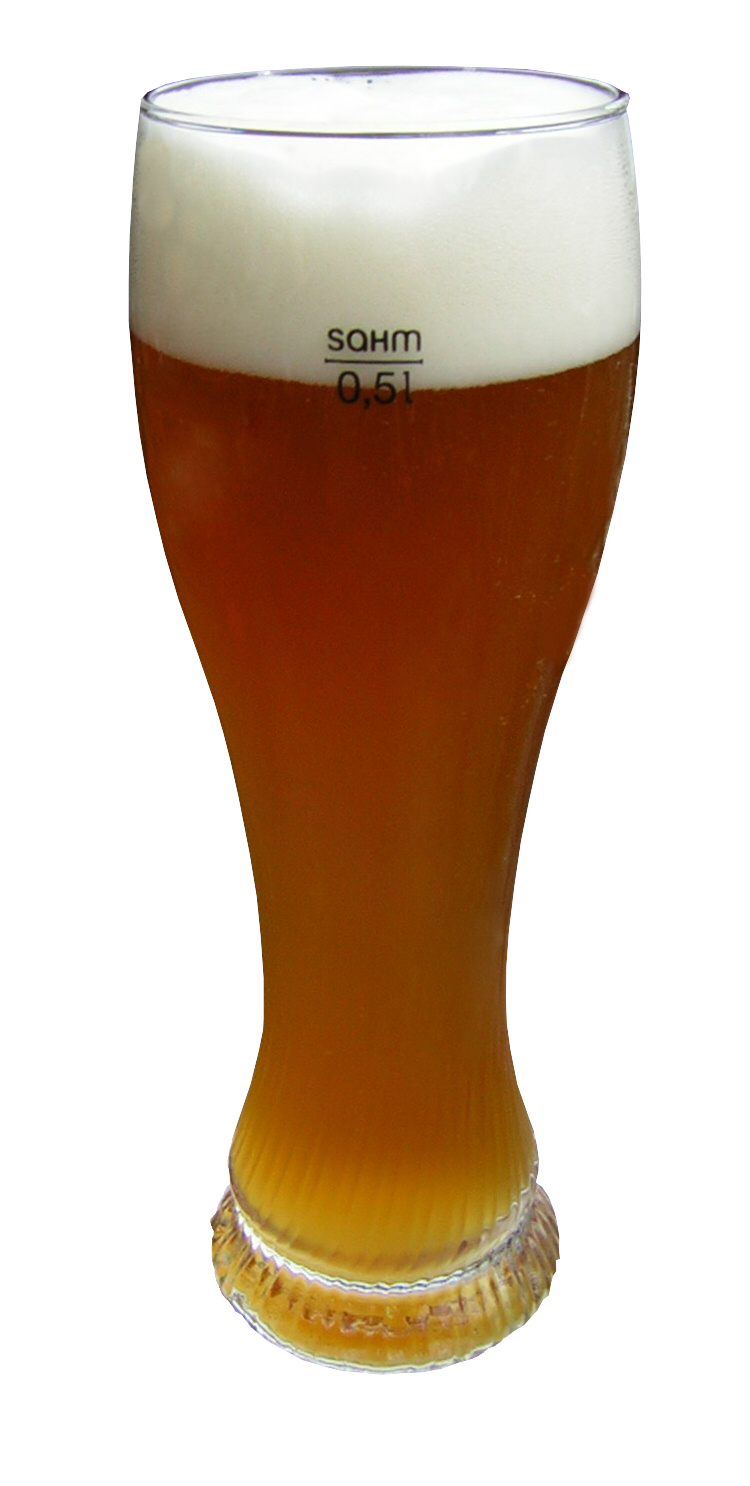
Bicchiere tedesco di weizenbier

Per bicchiere da birra si intende un recipiente che può servire della birra da bere.

## Storia
Si può parlare di bicchieri da birra soltanto da quando l'uomo ha imparato a controllare la produzione e la foggiatura del vetro (XIX secolo). In precedenza, la birra si beveva in vasi da birra, tipi di ciotole in terracotta più o meno allargate, o più recentemente, in recipienti in metallo (stagno), in legno, in arenaria o in ceramica.

## Vari tipi di bicchieri

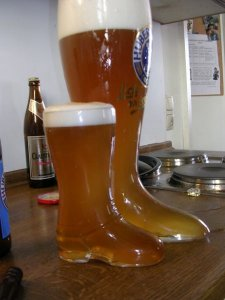
Bicchieri da birra a forma di stivale

Esiste una grande varietà di moduli di bicchieri da birra, tra cui sono:
- Boccale
- Coppa
- Pilsner glass
- Pint glass
- Yard
- Kölschglas
- Stivale

## Capacità
È molto difficile dare con precisione i nomi di ogni capacità poiché possono variare da una regione all'altra per le denominazioni più "esotiche". La capacità di "bottes" va da 3cl a più di 3l.
| Contenuto | Francia                                                 | Belgio                   | Paesi Bassi                    | Spagna                | Italia        | Svizzera                                                            | Altre                                                         |
| --------- | ------------------------------------------------------- | ------------------------ | ------------------------------ | --------------------- | ------------- | ------------------------------------------------------------------- | ------------------------------------------------------------- |
| 12,5cl    | Galopin o Bock                                          | Benjamin                 |                                |                       | Birrino       |                                                                     | Zurito (in basco)                                             |
| 20cl      |                                                         | Flûte o Hollandais       | Fluitje                        | Quinto                | Birra piccola | Birrino (Ticino), Galopin (Romandia), Herrgöttli (Svizzera tedesca) | Stange (a Colonia, per il servizio di Kölsch)                 |
| 25cl      | Demi o Bock                                             | Chope o Pinte            | Vaasje, Emmer, Amsterdammertje |                       |               |                                                                     |                                                               |
| 28,5cl    |                                                         |                          |                                |                       |               |                                                                     | Middy, Pot, Handle, Schooner, Ten (Australia), Half (Irlanda) |
| 33 cl     |                                                         | Gourde                   |                                | Tercio                |               | Spinata (Ticino), Pression (Romandia), Stange (Svizzera tedesca)    | Mini (Lussemburgo),                                           |
| 40cl      |                                                         |                          |                                |                       | Birra media   |                                                                     |                                                               |
| 42,5cl    |                                                         |                          |                                |                       |               |                                                                     | Schooner, Pint (Australia)                                    |
| 47,3cl    |                                                         |                          |                                |                       |               |                                                                     | Pint (Stati Uniti), Pinte (Canada)                            |
| 50cl      | Distingué, Baron, Chope, Mini-chevalier, Pinte, Sérieux | Demi                     | Pint, Halve liter              | Tanque                | Birra Grande  | Chope o Canette (Romandia), Tazzone (Ticino)                        |                                                               |
| 56,8cl    | Chopine                                                 |                          |                                |                       |               |                                                                     | Pint (Regno Unito, Irlanda), Pinte (Canada)                   |
| 1l        | Chevalier, Parfait, Double Pinte, Formidable            | Corbeau, Lunette, Litron |                                | Jarra, Litro, Litrona |               | Masse (Svizzera tedesca) o Litron (Romandia)                        | Maß (Germania)                                                |